# Uvalde Estates
Uvalde Estates is een plaats (census-designated place) in de Amerikaanse staat Texas, en valt bestuurlijk gezien onder Uvalde County.

## Demografie
Bij de volkstelling in 2000 werd het aantal inwoners vastgesteld op 1972.

## Geografie
Volgens het United States Census Bureau beslaat de plaats een oppervlakte van
35,6 km², waarvan 35,5 km² land en 0,1 km² water.

## Plaatsen in de nabije omgeving
De onderstaande figuur toont nabijgelegen plaatsen in een straal van 36 km rond Uvalde Estates.